# 클라우스 클로슨

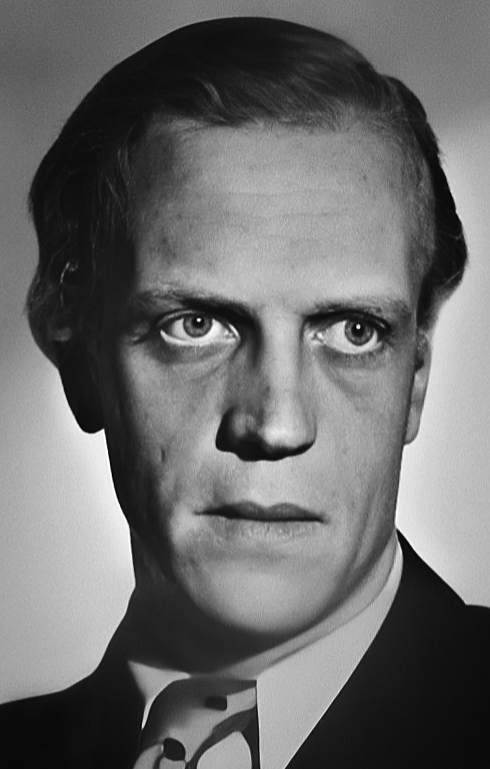

클라우스 클로슨(Claus Clausen, 1899년 8월 15일 ~ 1989년 11월 25일)은 독일의 연극 배우, 영화배우이다.
아이제나흐에서 태어났으며 에센에서 사망하였다.

## 영화
- 베를린, 아이 러브 유 (2018년)
- 메신저 (2009년)
- 더 미너스터스 (2009년)
- 뱀파이어 킬러 (2009년)
- 맬리스 인 원더랜드 (2009년)
- 토너먼트 (2009년)
- 피츠버그의 미스터리 (2008년)
- 비마나 미스터리 (2008년)
- 다크 스트리트 (2008년)
- 럭키 원스 (2008년)
- 다니엘 크레이그의 플래시백 (2008년)
- 스마트 피플 (2008년)